# Marie Brémeau
Marie Brémeau est une journaliste française, membre de la rédaction de la chaîne Public Sénat et présentatrice de l'émission Les pieds sur terre.

## Biographie
Native de Paris, Marie Brémeau fait des études de droit à la Sorbonne où elle décroche une licence en droit international. Admise au Centre de formation des journalistes de Paris en 2005,, elle suit un cursus de journaliste reporter d'images pendant deux ans, sortant diplômée de l'école en 2007,.
Elle intègre les rédactions de TF1 et de TV5 Monde avant de travailler pour 17 juin média et A Prime Group, deux sociétés de production gérant de nombreux magazines télés. En 2010,  Marie Brémeau entre à la rédaction de Public Sénat où elle est envoyée sur le terrain pour couvrir différents événements et participe à la réalisation de documentaires. À partir de 2013, elle présente l'émission Les pieds sur terre, un programme bimensuel, consacré à l'écologie et au développement durable,.